# Хуан Карлос Онети
Хуан Карлос Онети (на испански: Juan Carlos Onetti) е уругвайски журналист и писател на произведения в жанра съвременен роман. Счита се за класик на латиноамериканската литература на XX век и старши член на уругвайското интелектуално и литературно движение „Генерация 45“.

## Биография и творчество
Хуан Карлос Онети е роден на 1 юли 1909 г. в Монтевидео, Уругвай, в семейството на Карлос Онети, митнически чиновник, и бразилката Хонория Борхес, произхождаща от аристократично семейство от щата Рио Гранде до Сул. Има двама по-големи братя и по-малка сестра. Чувства се самотен и поради това чете много. Учи в университета в Буенос Айрес. След дипломирането си работи на различни места, а от 1930 г. като журналист. Публикува разкази и пише критики за местните медии. Първият му разказ е публикуван през 1933 г. в „Ла Пренса“.
Първият ѝ му роман „El pozo“ е издаден през 1939 г. в едва 500 броя. Романът третира темата за безцелния живот на човек, изгубен в град, в който не може да общува с другите. Получава признанието на близките му приятели, както и от някои писатели и журналисти от това време. Счита се за един от първите модерни южноамерикански романи. В романа си „Tierra de nadie“ (Ничия земя) от 1942 г. представя нихилистичен поглед върху градския живот, лишен от каквото и да е духовно значение.
В периода 1943 – 1955 г. работи като журналист и редактор на известния уругвайски вестник „Marcha“.
В романа си „La vida breve“ от 1950 г. създава митичния град Санта Мария, който е в основата на няколко от следващите му романа. Главният герой фантазира, че живее като друг човек, но винаги се сблъсква със същата празнота и безпомощност, която го кара да избяга във фантазията. Книгата е новаторска в преплитането на реалност и фантазия, показваща постепенното разпадане на личността на героя.
През 1955 г. се завръща в Монтевидео и две години по-късно е назначен за директор на общинските библиотеки в града. В романа си „Корабостроителницата“ антигероя му Ларсен се завръща в Санта Мария, за да се опита да съживи безполезна и изоставена корабостроителница, прекратявайки живота си в безсмислие и негероично поражение. Книгата е определяна като иронична алегория, отразяваща упадъка и разпадането на уругвайското общество. Следващият му роман „Хунтакадаверес“ представя по-ранния живот на Ларсен като пазач на бордей и неговия упадък.
През 1962 г. получава уругвайската Национална литературна награда, а през 1963 г. наградата „Уилям Фокнър“ за иберийско-американска литература.
През 1974 г. Хуан Карлос Онети и някои от колегите му са арестувани от военната диктатура. Тяхното престъпление е, че като членове на журито годишния литературен конкурс на „Marcha“ избират за победител разказа на Нелсън Мапа „El guardaespaldas“ (Бодигардът) и той е публикуван. В него героят е висш военен офицер, който разказва за убийствата и жестокото си поведение, както на практика се случва с действащия в страната режим. Затворен е за 6 месеца в психиатрична клиника „Colonia Etchepare“. Много световноизвестни писатели, включително Габриел Гарсия Маркес, Марио Варгас Льоса и Марио Бенедети, пращат отворени писма до военното правителство на Уругвай в негова защита.
Малко след освобождаването си той емигрира със съпругата си в Испания. Там продължава кариерата си като писател, получавайки през 1980 г. най-престижната литературна награда в испаноезичния свят „Сервантес“.
Психологическите произведения на писателя описват разпадането на модерния градски живот, а неговите герои водят нещастен, изолиран живот в един абсурден и мръсен свят, от който могат да избягат само чрез спомени, фантазии или смърт. Той е считан за изкусен писател, преплитащ развихрена фантазия и реалност, съчетавайки комедия, тъга, самота, абсурд, религия в съвременния свят. Творчеството му е оригинално и не може да се съпоставя с това на други писатели.
Хуан Карлос Онети умира на 30 май 1994 г. в Мадрид.

## Произведения
- El pozo (1939)
- Tierra de nadie (1941)
- Para esta noche (1943)
- La vida breve (1950)
- Un sueño realizado y otros cuentos (1951)
- Los adioses (1954)
Сбогувания, изд.: „Профиздат“, София (1989), изд. „Рива“ (2009), прев. Людмила Илиева
- Para una tumba sin nombre (1959)
Край гроба без име, изд.: „Профиздат“, София (1989), прев. Людмила Илиева
- La cara de la desgracia (1960)
- El astillero (1961)
Корабостроителницата, изд.: ОФ, София (1986), изд. „Рива“ (2009), прев. Цветана Карагьозова
- Juntacadáveres (1964)
Хунтакадаверес, изд.: „Хр. Г. Данов“, Пловдив (1982), изд. „Рива“ (2010), прев. Райна Стефанова
- Tres novelas (1967)
- Cuentos completos (1967)
- Los rostros del amor (1968)
- Novelas y cuentos cortos completos (1968)
- Obras completas (1970)
- La muerte y la niña (1973)
- Cuentos completos (1974)
- Tiempo de abrazar (1974)
- Réquiem por Faulkner (1975)
- Tan triste como ella y otros cuentos (1976)
- Dejemos hablar al viento (1979)
Нека вятърът говори, изд.: „Народна култура“, София (1983), изд. „Рива“ (2009), прев. Стефан Савов
- Cuentos secretos (1986)
- Presencia y otros cuentos (1986)
- Cuando entonces (1987)
- Goodbyes and Other Stories (1990)
- Cuando ya no importe (1993)
Когато вече няма да има значение, изд. „Рива“ (2011), прев. Марин Галовски

### Сборници
- Un sueño realizado y otros cuentos (1951)
- El infierno tan temido (1962)
- Obras completas (1970)
- Cuentos completos (1974)

### Разкази
- Bienvenido Bob (1951)
- El perro tendrá su día (1976)

### Екранизации
- 1975 El infierno tan temido
- 1977 Per questa notte
- 1980 El infierno tan temido
- 1989 La suerte está echada – по „La cara de la desgracia“
- 2000 El astillero
- 2001 Un sueño realizado
- 2008 Nuit de chien – по „Para esta noche“
- 2009 Mal día para pescar